# Keren
Keren (Cheren) és la segona ciutat d'Eritrea. Situada al nord-oest d'Asmara, és la capital de la província d'Anseba i residència de la tribu Beleyn. L'any 2005, la ciutat tenia una població d'uns 86.483 habitants.

## Context històric
La ciutat cresqué al voltant de la línia fèrria, hui dia desmantellada (n'hi ha prevista la reconstrucció). Té un important centre comercial. Fou escenari de batalles en la Segona Guerra mundial i la Guerra d'Independència d'Eritrea. També tingué un paper fonamental en la batalla de Keren entre les tropes italianes i britàniques al 1941.

## Patrimoni
Hi destaca un fort egipci del s. XIX, el baobab de la capella de St Maryam, l'estació de tren, de 1930, l'antiga mesquita, el mausoleu Said Bakri, els cementeris de l'armada britànica i italiana, i el mercat local. A la rodalia hi ha el monestir Debre Sina, conegut pels seus allotjaments en coves.

## Divisió administrativa
La ciutat es divideix en districtes:
- Elabered
- Hagaz
- Halhal
- Melbaso

## Ciutat agermanada
- Trondheim, Noruega.